# 2018-as MTV Movie & TV Awards
A 2018-as MTV Movie & TV Awards díjátadó ünnepségét 2018. június 16-án tartották a kaliforniai Barker Hangar-ban, a házigazda Tiffany Haddish volt. A rendezvényt június 16-án felvették, de a tévében csak június 18-án mutatták be. A műsort az MTV, az MTV2, a VH1, a CMT, a BET, az MTV Classic, a TV Land, a Comedy Central, a Logo TV és a BET Her csatorna közvetítette.

## Díjazottak és jelöltek
A nyertesek a táblázat első sorában, félkövérrel vannak jelölve.
| Legjobb film | Legjobb sorozat |
| --- | --- |
| - Fekete Párduc - Bosszúállók: Végtelen háború - Girls Trip - Az - Wonder Woman | - Különös dolgok - Tizenhárom okom volt - Trónok harca - Grown-ish - Riverdale |
| Legjobb színész filmben | Legjobb színész sorozatban |
| - Chadwick Boseman – Fekete Párduc - Timothée Chalamet – Szólíts a neveden - Ansel Elgort – Nyomd, Bébi, nyomd - Daisy Ridley – Star Wars: Az utolsó Jedik - Saoirse Ronan – Lady Bird                                                                 | - Millie Bobby Brown – Különös dolgok - Darren Criss – American Crime Story: A Gianni Versece-gyilkosság - Katherine Langford – Tizenhárom okom volt - Issa Rae – Bizonytalan - Maisie Williams – Trónok harca |
| Legjobb hős | Legjobb gonosz |
| - Chadwick Boseman – Fekete Párduc - Emilia Clarke – Trónok harca - Gal Gadot – Wonder Woman - Grant Gustin – Flash – A Villám - Daisy Ridley – Star Wars: Az utolsó Jedik                                                                             | - Michael B. Jordan – Fekete Párduc - Josh Brolin – Bosszúállók: Végtelen háború - Adam Driver – Star Wars: Az utolsó Jedik - Aubrey Plaza – Légió - Bill Skarsgård – Az |
| Legjobb csók | Legjobb harc |
| - Nick Robinson és Keiynan Lonsdale – Kszi, Simon - Gina Rodriguez és Justin Baldoni – Szeplőtelen Jane - Olivia Cooke és Tye Sheridan – Ready Player One - KJ Apa és Camila Mendes – Riverdale - Finn Wolfhard és Millie Bobby Brown – Különös dolgok | - Gal Gadot vs. német katonák – Wonder Woman - Charlize Theron vs. Daniel Hargrave és Greg Rementer – Atomszőke - Scarlett Johansson, Danai Gurira és Elizabeth Olsen vs. Carrie Coon – Bosszúállók: Végtelen háború - Chadwick Boseman vs. Winston Duke – Fekete Párduc - Mark Ruffalo vs. Chris Hemsworth – Thor: Ragnarök |
| Legjobb halálra vált alakítás | Legjobb jelenetlopó színész |
| - Noah Schnapp – Különös dolgok - Talitha Bateman – Annabelle 2. – A teremtés - Emily Blunt – Hang nélkül - Sophia Lillis – Az - Cristin Milioti – Fekete tükör                                                                                        | - Madelaine Petsch – Riverdale - Tiffany Haddish – Girls Trip - Dacre Montgomery – Különös dolgok - Taika Waititi – Thor: Ragnarök - Letitia Wright – Fekete Párduc |
| Legjobb reality | Legjobb zenés dokumentumfilm |
| - The Kardashians - Love & Hip Hop - The Real Housewives - RuPaul’s Drag Race - Vanderpump Rules | - Lady Gaga - Gaga: Five Foot Two - Diddy - Can’t Stop, Won’t Stop: A Bad Boy Story - Demi Lovato - Demi Lovato: Simply Complicated - JAY-Z - Jay-Z’s "Footnotes for 4:44" - Dr. Dre és Jimmy Iovine - The Defiant Ones |
| Leghumorosabb alakítás | Legjobb csapat |
| - Tiffany Haddish – Girls Trip - Jack Black – Jumanji – Vár a dzsungel - Dan Levy – Schitt's Creek - Kate McKinnon – Saturday Night Live - Amy Schumer – Túl szexi lány                                                                                | - Finn Wolfhard, Sophia Lillis, Jaeden Martell, Jack Dylan Grazer, Wyatt Oleff, Jeremy Ray Taylor és Chosen Jacobs - Az - Chadwick Boseman, Lupita Nyong’o, Danai Gurira és Letitia Wright - Fekete Párduc - Dwayne Johnson, Kevin Hart, Jack Black, Karen Gillan és Nick Jonas - Jumanji – Vár a dzsungel - Tye Sheridan, Olivia Cooke, az Overlook Hotel összes karaktere, Philip Zhao, Win Morisaki és Lena Waithe - Ready Player One - Gaten Matarazzo, Finn Wolfhard, Caleb McLaughlin, Noah Schnapp és Sadie Sink - Különös dolgok |
| Legjobb zenés jelenet | |
| - Különös dolgok - Feketék Fehéren - Szólíts a neveden - Girls Trip - Kszi, Simon - Riverdale - A legnagyobb showman - Rólunk szól | |

### MTV Trailblazer Award
- Lena Waithe

### MTV Generation Award
- Chris Pratt

## Statisztika

### Egynél több jelöléssel bíró filmek
- 7 jelölés: Fekete Párduc
- 4 jelölés: Az, Girls Trip
- 3 jelölés: Bosszúállók: Végtelen háború, Star Wars: Az utolsó Jedik, Wonder Woman
- 2 jelölés: Jumanji - Vár a dzsungel; Ready Player One; Thor: Ragnarök; Szólíts a neveden; Kszi, Simon

### Egynél több jelöléssel bíró sorozatok
- 7 díj: Stranger Things|Különös dolgok
- 4 díj: Riverdale
- 3 díj: Trónok harca
- 2 díj: Tizenhárom okom volt